# Tygriusz i Eutropiusz
Tygriusz i Eutropiusz (zm. ok. 405) – męczennicy wczesnochrześcijańscy. Przedstawiciele kleru konstantynopolitańskiego. 
Zachowało się niewiele informacji o ich życiu. Wiadomo, że należeli do kleru konstantynopolitańskiego. Tygriusz  był prezbiterem, a Eutropiusz jego lektorem. W 404 roku patriarcha Konstantynopola Jan Chryzostom (późniejszy święty) został, dekretem cesarza Arkadiusza, wygnany z miasta, gdyż w swoich kazaniach krytykował nadużycia na dworze cesarza.
Tygriusz i Eutropiusz sprzeciwiali się decyzji cesarza i nie chcieli też konsekwentnie uznać Arsacjusza, nowo mianowanego biskupa.
Z rozkazu prefekta zostali aresztowani oraz fałszywie oskarżeni o podpalenie katedry i pałacu senatu. Obaj byli torturowani. Tygriusza po torturach zesłano do Mezopotamii, gdzie zmarł uwięziony. Eutropiusz zmarł na skutek tortur w więzieniu w Konstantynopolu.
Rok śmierci obu męczenników jest różnie podawany w różnych źródłach. Niektóre podają rok 404, inne 405, albo 406.
Bardzo późno pojawili się w martyrologiach łacińskich. W Martyrologium Rzymskim widnieją pod dniem 12 stycznia.